# Den polsk-russiske krig (1654–1667)
Den polsk-russiske krig (1654–1667) er også kaldt krigen om Ukraine, og det var den sidste store krig mellem Storfyrstedømmet Moskva og Det polsk-litauiske samvelde. Krigen er kendt i Polen som en del af "syndfloden", og krigen endte med, at Storfyrstedømmet Moskva udvidede sine landområde, hvilket markerede begyndelsen på Russlands fremvækst som en stormagt i Østeuropa.